# Heinrich von Loßberg
Heinrich Karl Joachim von Loßberg (* 13. August 1800 in Kassel; † 2. März 1886 ebenda) war ein deutscher Landrat.

## Leben
Heinrich von Loßberg wurde als Sohn des kurhessischen Majors Johann Karl Jeremias von Loßberg (1759–1804) und dessen Ehefrau Henriette von Kospoth (1766–1839) geboren und wuchs mit seinen Geschwistern Dorothea (1796–1803), Julius (1797–1812, gefallen als Lieutenant bei Smolensk), Christiane (1798–1884, ⚭ Carl Wilhelm Friedrich August Freiherr von Münchhausen), Bernhard (1802–1869, Generalleutnant) und Karl (1804–1885, Generalleutnant) auf.
Nach einem Studium der Rechtswissenschaften an der Universität Marburg mit Promotion zum Dr. jur. kam er in die öffentliche Verwaltung, war 1827 Gerichtsassessor am Landgericht Homberg und wurde 1844 Landrat in Fulda. Dieses Amt hatte er bis 1847 inne, als er zum Landrat des Landkreises Frankenberg ernannt wurde.

## Familie
Am 28. April 1825 heiratete von Loßberg in Marburg Christiane Busch (1802–1879, Tochter des Mediziners Johann David Busch).
Aus der Ehe gingen die Kinder Bernhard David  (1825–1905, kurhessischer Lieutenant), Mathilde (1827–1887, ⚭ Eduard von Vultejus, Major), Louise (1828–1907, ⚭ Wilhelm Koppen, Gutsbesitzer), Otto Friedrich (1829–1899, Arzt im Kurland), Wilhelm (1831–1903, Eisenbahnbeamter), Auguste (1833–1901, ⚭ Franz Schmidt), Karl Jeremias (1834–1898, Beamter der Landeskreditkasse Kassel), Louis (1836–1837), Wilhelm Heinrich (1837–?, Arzt, nach  Australien ausgewandert),  Wilhelm Adolf (1838–1898,  Seconde-Lieutenant im Leib-Garde-Regiment in Kassel) und Hermann (1839–1915, Generalagent der Unfall-Versicherungsgesellschaft Kassel, ⚭ 1869 Henriette Groß (1847–1917)) hervor.